# Rodópoli (ort i Grekland, Attika)
Rodópoli (Rodopoli) är en ort i Grekland.   Den ligger i prefekturen Nomarchía Anatolikís Attikís och regionen Attika, i den sydöstra delen av landet, 21 km nordost om huvudstaden Aten. Rodópoli ligger 421 meter över havet och antalet invånare är 2 078.
Terrängen runt Rodópoli är huvudsakligen kuperad, men norrut är den platt.Runt Rodópoli är det tätbefolkat, med 286 invånare per kvadratkilometer. Närmaste större samhälle är Acharnes, 13,6 km väster om Rodópoli. Trakten runt Rodópoli består till största delen av jordbruksmark.